# Cecilia Freire
Pour les articles homonymes, voir Freire.

Cecilia Freire est une actrice espagnole née le 17 novembre 1981 à Madrid. Connue pour ses rôles dans les séries : Velvet, Physique ou Chimie ou récemment dans le soap opera La otra mirada (es) depuis 2018.

## Biographie
Elle est née à Madrid en Espagne. Elle commence à prendre des cours d'art dramatique à l'âge de 14 ans.
En France, elle est surtout connue pour avoir joué le rôle de Blanca (Blanche en VF) Román dans la série télévisée Physique ou chimie de 2008 à 2011. Elle est aussi connue pour avoir joué le rôle Rita Montesinos dans la série Velvet de 2013 à 2016.
En juillet 2016, elle se marie avec son compagnon dont nous ignorons l'identité. En mars 2017, elle annonce être enceinte de son premier enfant.
En juin 2017, elle donne naissance a une petite fille.

## Filmographie

### Cinéma

#### Longs métrages
- 2001 : Sin vergüenza de Joaquín Oristrell : Lara
- 2008 : Mortadelo y Filemón. Misión: salvar la Tierra de Miguel Bardem : Correspondante
- 2008 : 8 citas (es) de Peris Romano et Rodrigo Sorogoyen : Nuria
- 2016 : Reevolution de David Sousa Moreau : Thais
- 2016 : No culpes al karma de lo que te pasa por gilipollas (es) de María Ripoll : Inma

#### Courts métrages
- 2005 : La habitación de los abrigos de Nerea Madariaga
- 2007 : Sobre las sábanas de Iván Cerdán Bermúdez : Ella
- 2011 : Perra de Lola Parra
- 2011 : Aunque todo vaya mal de Cristina Alcázar : Emilia
- 2013 : Solsticio de Juan Francisco Viruega : Helena
- 2013 : Dragon High School de Lola Parra
- 2014 : El iluso de Rodrigo Sorogoyen : une actrice
- 2015 : Los Cárpatos de Daniel Remón : Carolina

### Télévision

#### Séries télévisées
- 2003 : La vida de Rita : ? (5 épisodes)
- 2006 : Tirando a dar : Violeta (7 épisodes)
- 2007 : Hospital Central : Setefilla (1 épisode)
- 2008-2010 : Impares : Lola (13 épisodes)
- 2008-2011 : Physique ou chimie : Blanca Román (48 épisodes)
- 2010-2011 : Impares premium : Lola (10 épisodes)
- 2013-2016 : Velvet : Margarita "Rita" Montesinos Martín (55 épisodes)
- Depuis 2018 : La otra mirada (es) : Angela López Castaño
- 2022 : La nuit sera longue : Manuela Muñoz (6 épisodes)
- 2023 : La Petite Fille sous la neige : Iris Molina